# Bactris gasipaes
Bactris gasipaes là loài thực vật có hoa thuộc họ Arecaceae. Loài này được Kunth mô tả khoa học đầu tiên năm 1816.

## Hình ảnh

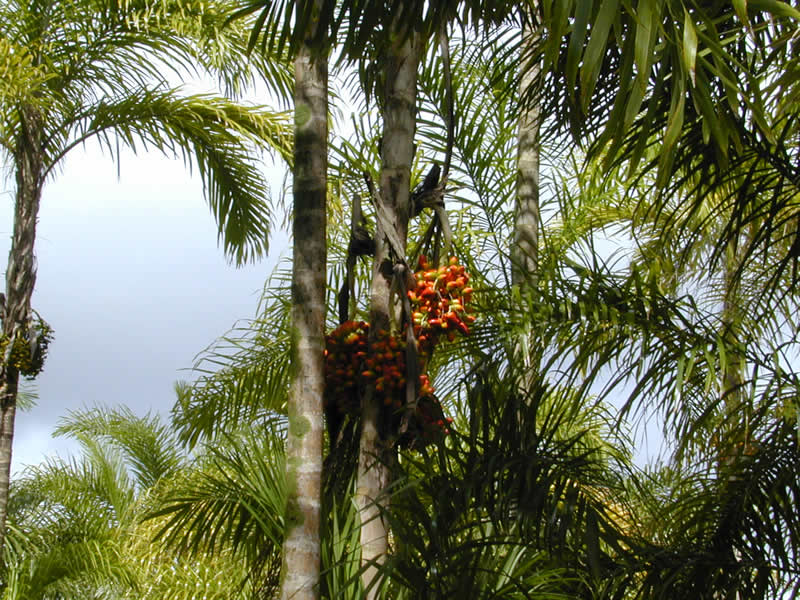
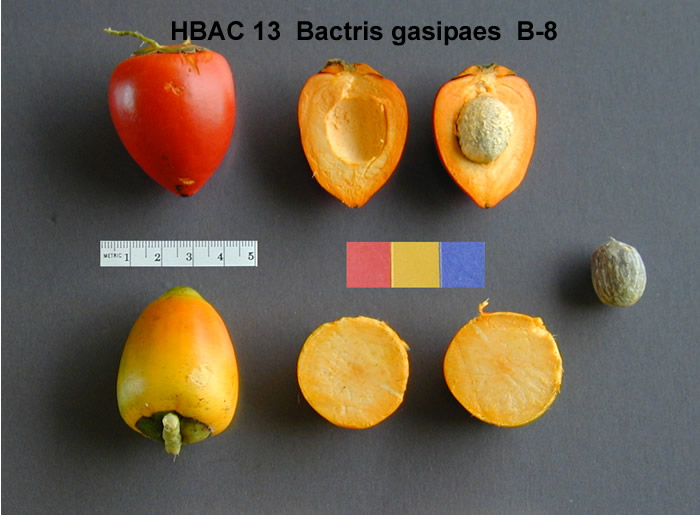
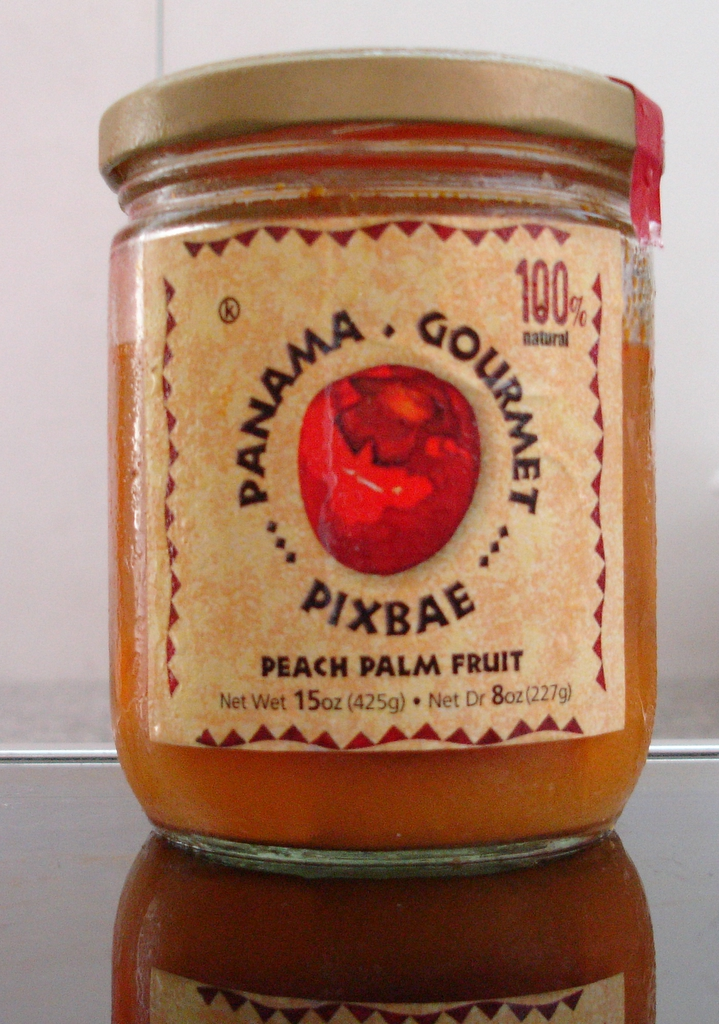
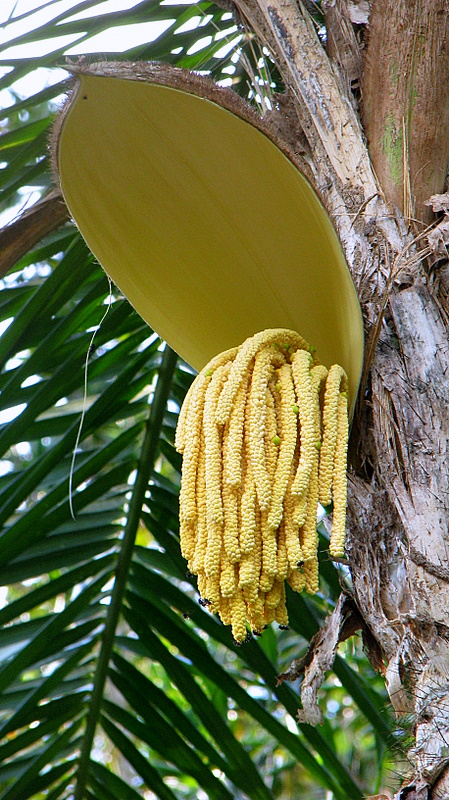